# Valle Erling
Valdemar (Valle) Erling, född 1963 i Göteborg, är en svensk läkare, sångare, gitarrist och låtskrivare.
Valle Erling är uppvuxen i en svensk prästfamilj i Etiopien men idag bosatt i Göteborg. Han är specialistläkare i internmedicin, och tilldelades 2015 Svenska Läkaresällskapets etikpris, Hippokratespriset, för att ha varit drivande bakom ett nytt system för att ronda vid den klinik där han är verksam.
På 1980- och 90-talen var Valle Erling medlem i bandet Ideell Rebell, som spelade i Göteborgsområdet och samlade in pengar till Lutherhjälpen. På senare år har främst spelat med gruppen Valdemar.  Han driver skivbolaget Zebra Art Records.